# روبرتو الویرا
روبرتو الویرا (انگلیسی: Roberto Elvira؛ زادهٔ ۹ مهٔ ۱۹۶۳) بازیکن فوتبال اهل اسپانیا است.
از باشگاه‌هایی که در آن بازی کرده‌است می‌توان به باشگاه فوتبال رئال ساراگوسا اشاره کرد.